# FDP-Bundesparteitag 1954
Koordinaten: 50° 5′ 5″ N, 8° 14′ 51″ O

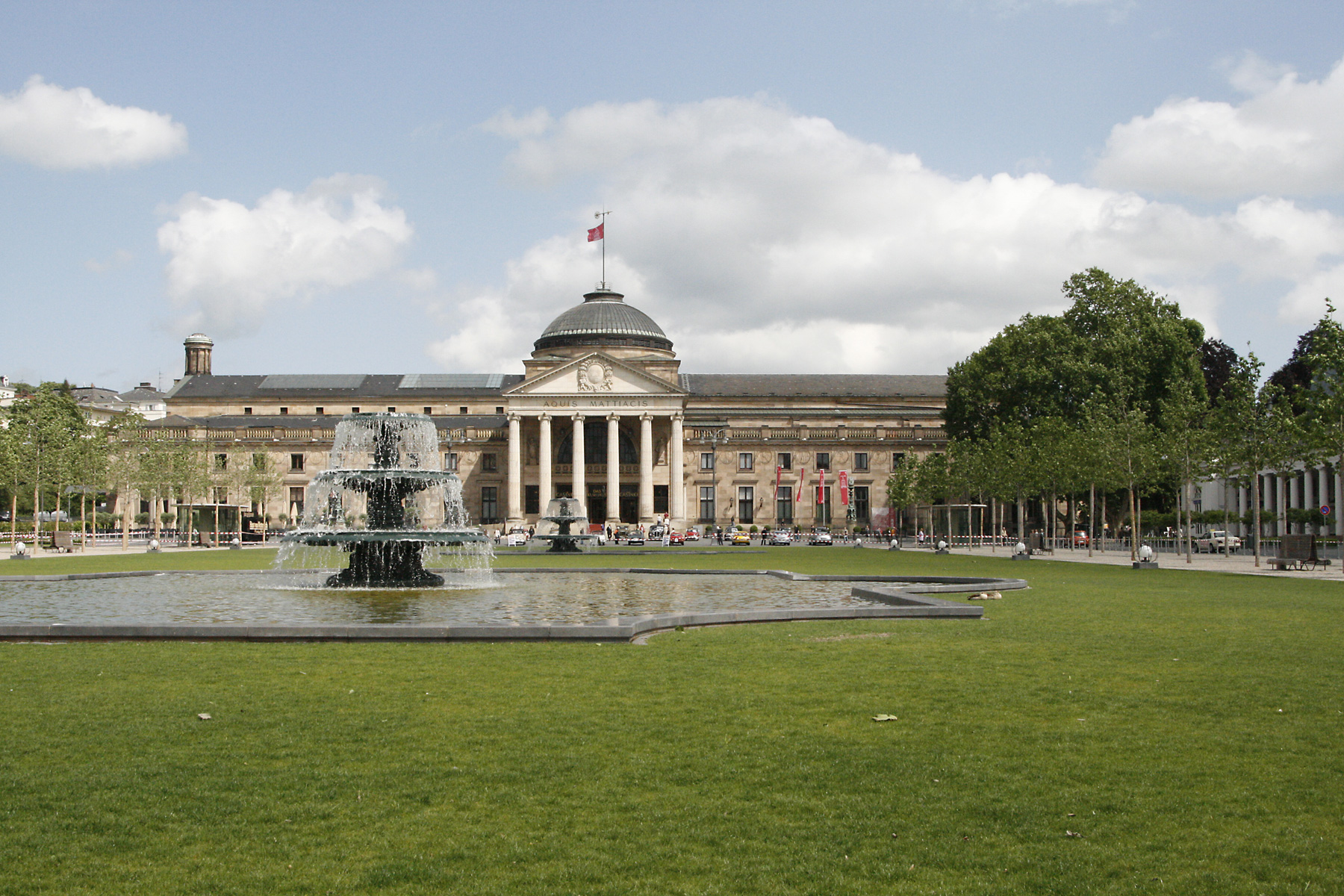
Kurhaus Wiesbaden

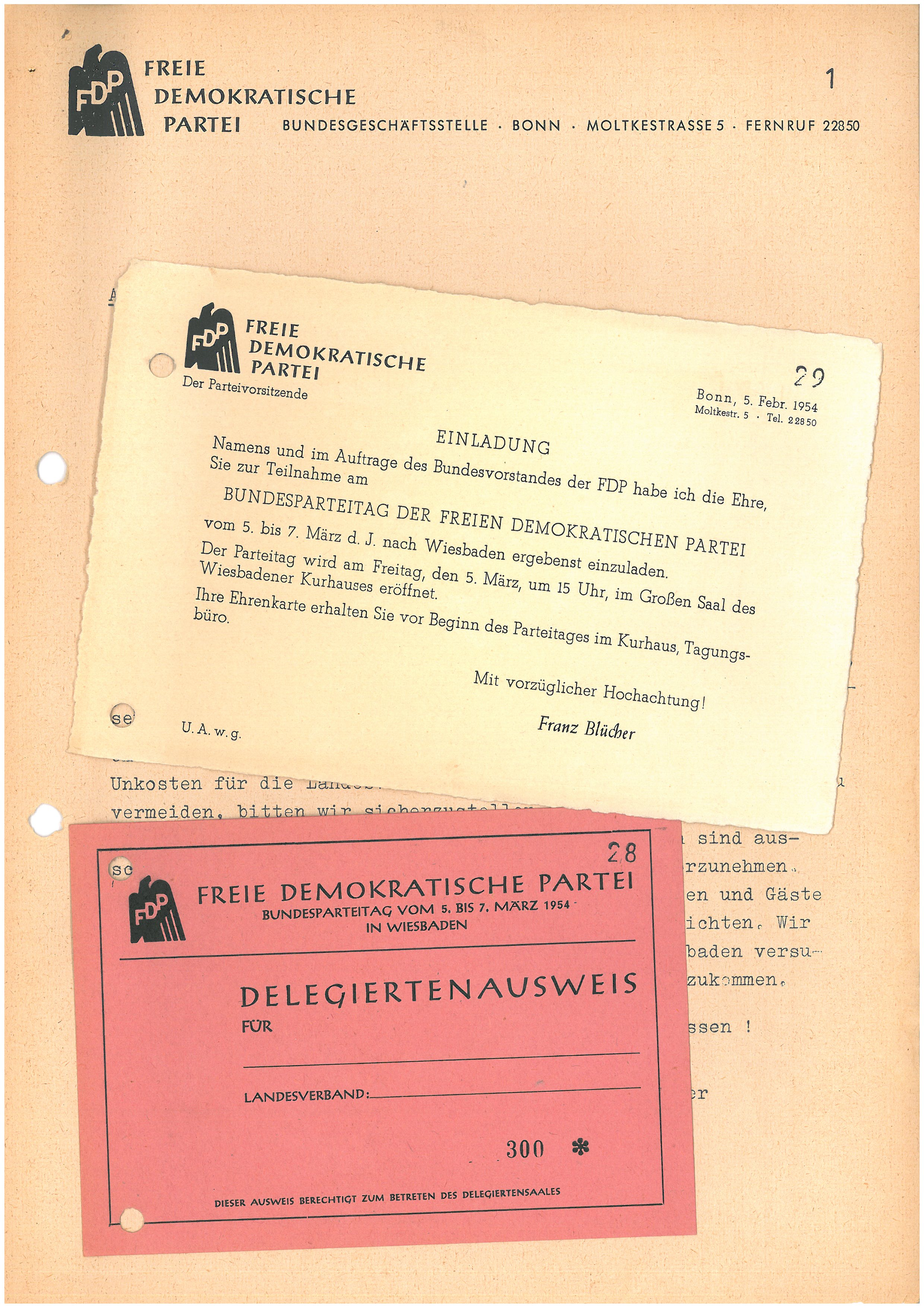
Einladung von Franz Blücher und Blanko Delegiertenausweis zum Parteitag

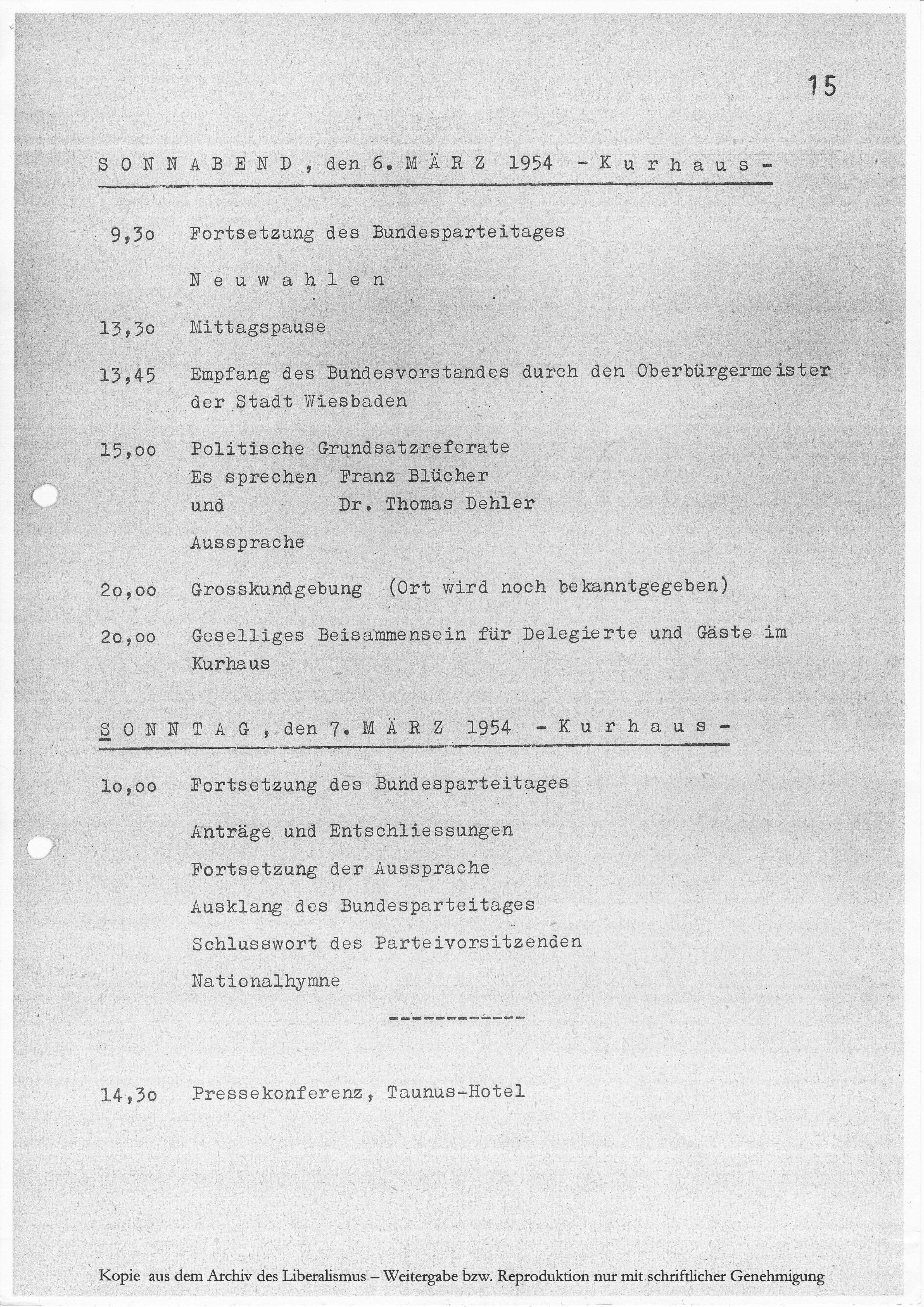
Tagungsablauf vom 6. und 7. März 1954

Den Bundesparteitag der FDP 1954 hielt die Freie Demokratische Partei vom 5. bis 7. März 1954 in Wiesbaden ab. Es handelte sich um den 5. ordentlichen Bundesparteitag der FDP in der Bundesrepublik Deutschland. Der Parteitag fand im Kurhaus Wiesbaden statt.

## Verlauf

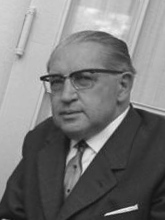
Thomas Dehler (1964)

Die personell wichtigste Entscheidung auf dem Bundesparteitag war die Wahl des einstigen Bundesjustizministers Thomas Dehler gegen den Widerstand des bisherigen Amtsinhabers Franz Blücher zum neuen Parteivorsitzenden der FDP. Dehler wurde hierin unterstützt von Friedrich Middelhauve und Reinhold Maier.
Zum Jahreswechsel 1953/54 belasteten einerseits innerparteiliche Flügelkämpfe zwischen „Nationalliberalen“ und sogenannten „Alt-Liberalen“ die FDP, andererseits blickte sie zufrieden auf ihre gemeinsam mit der CDU betriebene Regierungspolitik zurück. Vorzuweisen hatten sie wirtschaftspolitische Erfolge, wovon bei der Bundestagswahl vom September 1953 jedoch insbesondere der größere Regierungspartner profitierte. Für den Stimmenrückgang von 11,9 auf 9,5 Prozent wurde innerparteilich vornehmlich der Vorsitzende und Vizekanzler, Franz Blücher, verantwortlich gemacht, dem mangelndes Profil und zu große Nähe zu Bundeskanzler Konrad Adenauer vorgeworfen wurde. Als liberaler Hoffnungsträger galt dagegen der nicht mehr ins Kabinett zurückgekehrte vorherige Justizminister Thomas Dehler, ein Vertreter des „altliberalen“ Flügels, der in den 1920er Jahren in der bayerischen DDP aktiv gewesen war. Er übernahm zunächst den Vorsitz der Bundestagsfraktion und wurde mit fast 95 Prozent der Stimmen zum neuen Vorsitzenden gewählt. Mit Dehler hatte sich die FDP für eine Strategie des Konfliktes mit dem größeren Koalitionspartner entschieden. Eine Definition des Begriffes „liberal sein“ findet sich in seiner Grundsatzrede „Auftrag und Verantwortung der freien Demokratie“, die er zum Schluss des Bundesparteitags hielt.

## Delegiertenschlüssel
Der Delegiertenschlüssel wurde gemäß § 13 Ziff. 2b der Satzung ausschließlich auf Grund der Ergebnisse der letzten Bundestagswahl vom 6. September 1953 (Berlin: Wahl zum Abgeordnetenhaus vom 3. Dezember 1950) berechnet. Die Mitgliederzahlen blieben unberücksichtigt. Je 15.000 Wählerstimmen stand den Landesverbänden ein Delegierter zu; ab 7.501 wurde aufgerundet. Den Landesverbänden stand darüber hinaus eine Grundzahl von vier Mandaten zu.
Nach den Wählerstimmen ergab sich folgender Delegiertenschlüssel:
| Delegiertenrechte zum Bundesparteitag | Delegiertenrechte zum Bundesparteitag | Delegiertenrechte zum Bundesparteitag | Delegiertenrechte zum Bundesparteitag | Delegiertenrechte zum Bundesparteitag |
| Landesverband                         | Delegierte nach Wählerstimmen         | Delegierte nach Wählerstimmen         | Grundmandate                          | Summe                                 |
| ------------------------------------- | ------------------------------------- | ------------------------------------- | ------------------------------------- | ------------------------------------- |
| Baden-Württemberg                     | 455.535                               | 30                                    | 4                                     | 34                                    |
| Bayern                                | 315.494                               | 21                                    | 4                                     | 25                                    |
| Berlin                                | 196845                                | 13                                    | 4                                     | 17                                    |
| Bremen                                | 26.777                                | 2                                     | 4                                     | 6                                     |
| Hamburg                               | 108.722                               | 7                                     | 4                                     | 11                                    |
| Hessen                                | 502.548                               | 34                                    | 4                                     | 38                                    |
| Niedersachsen                         | 260.900                               | 17                                    | 4                                     | 21                                    |
| Nordrhein-Westfalen                   | 682.902                               | 46                                    | 4                                     | 50                                    |
| Rheinland-Pfalz                       | 214.805                               | 14                                    | 4                                     | 18                                    |
| Schleswig-Holstein                    | 61.486                                | 4                                     | 4                                     | 8                                     |
| Bundesgebiet mit Berlin               | 2.629.169                             | 188                                   | 40                                    | 228                                   |

## Bundesvorstand
Dem Bundesvorstand gehörten nach diesem Parteitag an:
| Vorsitzender                 | Thomas Dehler |
| Stellvertretende Vorsitzende | Friedrich Middelhauve, Hermann Schäfer, Carl-Hubert Schwennicke |
| Schatzmeister                | Hans Wolfgang Rubin |
| Beisitzer                    | Herta Ilk, August-Martin Euler, Wolfgang Haußmann, Erich Mende, Willy Max Rademacher, Joachim Strömer |
| Beisitzer Gesamtvorstand     | Konrad Frühwald, Hermann Kessler, Paul Luchtenberg, Marie-Elisabeth Lüders, Wolfgang Mischnick, Hans Wellhausen, Hans Dieter Wendt |
| Vertreter der Landesverbände | Otto Gönnenwein (Baden-Württemberg), Otto Bezold (Bayern), Alfred Günzel (Berlin), Georg Borttscheller (Bremen), Edgar Engelhard (Hamburg), Oswald Kohut (Hessen), Winfrid Hedergott (Niedersachsen), Willi Weyer (Nordrhein-Westfalen), Wilhelm Nowack (Rheinland-Pfalz), Bernhard Leverenz (Schleswig-Holstein) |
| Mitglieder per Amt           | Franz Blücher (Bundesminister), Fritz Neumayer (Bundesminister), Victor-Emanuel Preusker (Bundesminister) |

## Weblinks

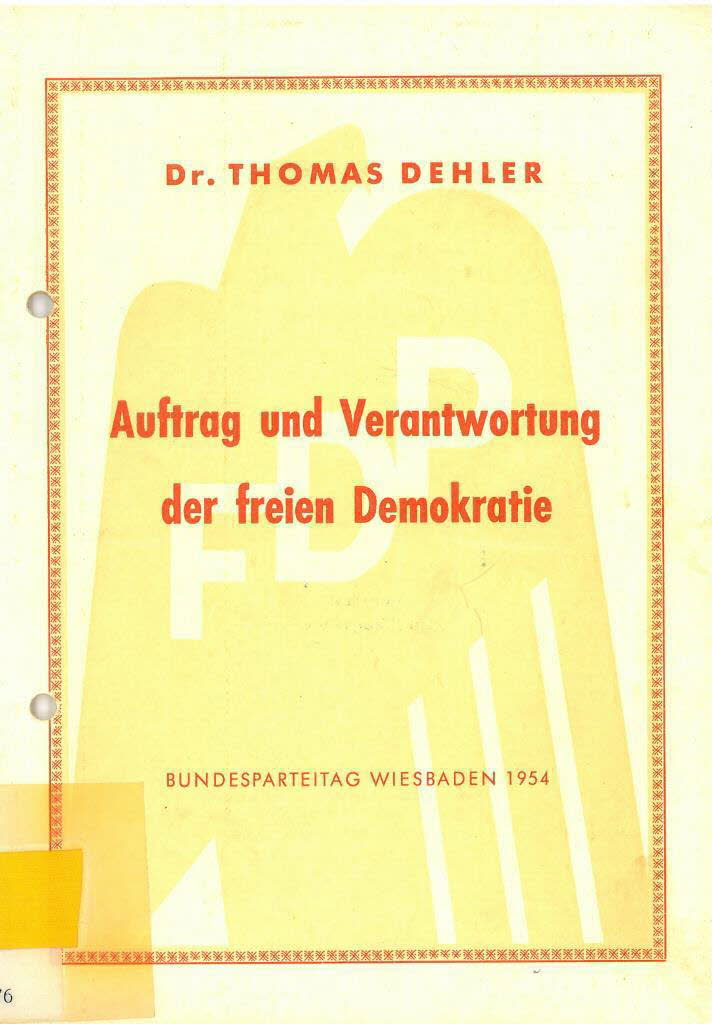
Dehler-Rede 1954